# Eurofluvioviridavis robustipes
Eurofluvioviridavis robustipes — еоценовий птах вимерлої родини Fluvioviridavidae. Вид існував у еоцені в Європі. Скам'янілості виду знайдені в Німеччині у кар'єрі Мессель. Голотип SMNK.PAL.3835 складається з відбитка повного скелета.